# Bădulești (okręg Ardżesz)
Băduleștiⓘ – wieś w Rumunii, w okręgu Ardżesz, w gminie Uda. W 2011 roku liczyła 50 mieszkańców.